# Salzgewinnung am Staßfurter Sattel
Die Salzgewinnung am Staßfurter Sattel reicht nachweislich bis in das 8. Jahrhundert zurück. Der Untergrund des Stadtgebiets von Staßfurt wird durch eine geologische Antiklinalstruktur, den Staßfurt-Egelner-Rogensteinsattel, gebildet, an den die Salzlagerstätten gebunden sind. Die Region um Staßfurt am Südrand der Magdeburger Börde gilt als Wiege des weltweiten Kalibergbaus.
Kalisalze, früher auch als „Staßfurter Salze“ bekannt, werden größtenteils zu Düngemitteln verarbeitet und besitzen damit seit über eineinhalb Jahrhunderten eine große Bedeutung für die Landwirtschaft.

## Übersicht

### Geologische und hydrogeologische Verhältnisse am Staßfurter Sattel

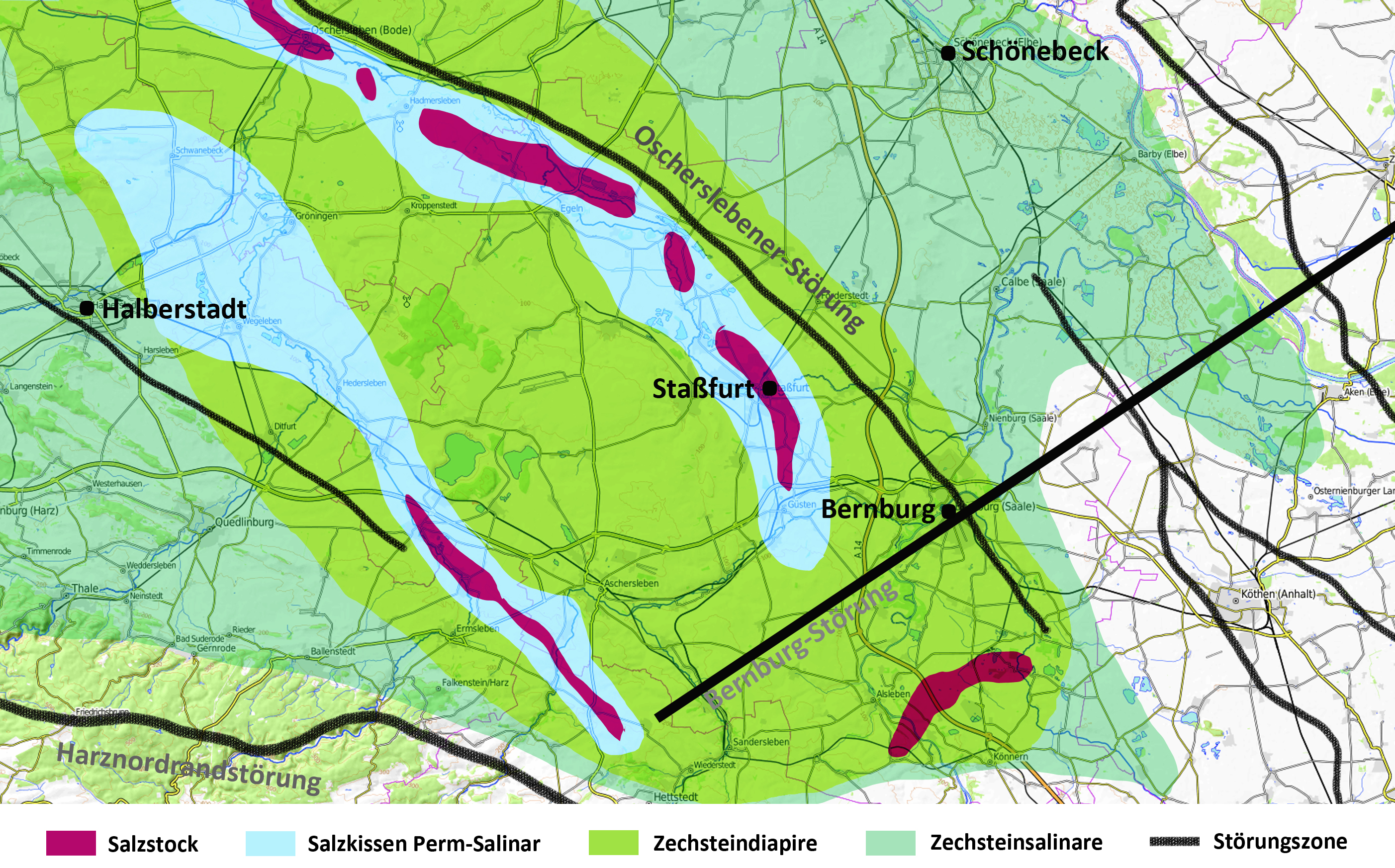
Geologische Übersichtskarte der Umgebung von Staßfurt

Die Aufwölbung von Gesteins- und Salzschichten des Staßfurt-Egelner-Rogenstein-Sattels untergliedert sich in zwei Teilbereiche, die durch die unterschiedliche räumliche Ausrichtung der geologischen Schichten vorgegeben werden. Dieser deutliche Wechsel in der Streichrichtung definiert zum einen den von NW nach SE verlaufenden Staßfurter Sattel sowie den nach Nordwest anschließenden von WNW nach ESE laufenden Egelner Sattel. Regionalgeologisch gehört der Staßfurt-Egelner Sattel zur Senke des nördlichen Harzvorlandes, einer Senkungsstruktur im Westteil der Sächsisch-Thüringischen Scholle. Innerhalb dieser Senke treten hauptsächlich Sedimentgesteine des Zechsteins, des Mesozoikums sowie teilweise des Känozoikums auf.
Im Zuge der Bewegung von Teilen der Erdkruste (oberkreide-tertiärzeitlichen Bruchtektonik), die in Verbindung mit der Auffaltung der Alpen im Süden steht, entstand durch Salzwanderung im Untergrund des Raumes Staßfurt ein bis zu zwei Kilometer breiter, NE-vergenter Schmalsattel. Während der Sattelkern herausgehoben wurde, bildeten sich an den Flanken der Salzstruktur tiefe Randsenken. Die halokinetischen Hebung des Salzes im Sattelkern hält bis in die Gegenwart an und wird durch die geogene und bergbaubedingte untertägige Auslaugung ausgeglichen. Im oberen Bereich der Sattelstruktur bildete sich im Verlauf der jüngeren Erdgeschichte ein 80 bis 120 m mächtiger Gipshut.
In den Lagerstätten um Staßfurt wurden Kali- und Steinsalze des Zechsteins abgebaut. Die Ausbildung der Lagerstätte zeigt ein 10–20 m mächtiges Carnallitlager, das von einer 4–10 m starken Salztondecke überlagert wird, auf die der Hauptanhydrit in einer wechselnden Mächtigkeit folgt. Die hangenden Schichten werden von dem jüngeren Zechsteingebirge und dem Buntsandstein gebildet. Im Bereich der Sattelkuppe wurde der Carnallit zumeist durch Einwirkung von Oberflächenwasser in Kainit umgewandelt. Das Einfallen des Kalilagers ist regelmäßig und beträgt etwa 15°. Beide Sattelflanken sind sehr ähnlich ausgebildet. Im Südosten geht der Staßfurt-Egelner-Rogensteinsattel in den sogenannten Bernburger Sattel über, von dem er durch die quer verlaufende Osmarslebener Mulde getrennt ist. Am Bernburger Sattel baut das Steinsalzbergwerk Bernburg Leine-Steinsalz (Zechstein 3) ab.
Das hier erstmals als Kaliflöz Staßfurt bezeichnete Vorkommen hat die durchschnittliche Zusammensetzung: 55% Carnallit (K2O-Gehalt 9–10 %), 26 % Steinsalz, 17 % Kieserit sowie 2 % Ton und Anhydrit.
Die das Salinar überlagernden Schichten (Buntsandstein, Anhydrit bzw. Gips) sind infolge ihrer Porosität, Klüftigkeit und Schlotten stark wasserführend. Der Wasserbauinspektor Bramigk erbrachte bereits im Oktober 1899 durch Färbeversuche und biologisch-mikroskopische Untersuchungen sowie Messungen gefallener Niederschlagsmengen den Nachweis, dass die den Staßfurter Sattel querenden Flüsse Bode und Liethe hydraulische Verbindungen zu den in die Grubenbaue der Schachtanlage Leopoldshall einströmenden Wässer bzw. Salzlösungen hatten.
| moderne Gliederung des Grundgebirges | moderne Gliederung des Grundgebirges | historische Gliederung des Grundgebirges | historische Gliederung des Grundgebirges                          |
| Schollen | Störungen                            | Mulden                                   | Sättel                                                            |
| --- | ------------------------------------ | ---------------------------------------- | ----------------------------------------------------------------- |
| Harznordrandstörung südliche Begrenzung der subherzynen Senke                                                                                   |                                      |                                          |                                                                   |
| Halberstadt-Blankenburger Scholle am SW-Rand der subherzynen Senke                                                                              |                                      | Blankenburger Mulde, Halberstädter Mulde | Quedlinburger Sattel                                              |
| | Halberstädter Störungszone           |                                          | Fallstein, Huy, Hakel, Ascherslebener Sattel                      |
| Oschersleben-Bernburger Scholle |                                      | Güstener Mulde                           |                                                                   |
| | Aller-Störungszone, Köthener Störung |                                          | Staßfurter Sattel, Egelner Sattel, Oschersleben-Offlebener Sattel |
| Weferlingen-Schönebecker Scholle im Zentrum der subherzynen Senke                                                                               |                                      | Bernburger Mulde, Schönebecker Mulde     |                                                                   |
| Zechstein-Auflagerung der Flechtingen-Roßlauer Scholle und NW-Fortsetzung der Haldenslebener Störung nördliche Begrenzung der subherzynen Senke |                                      |                                          |                                                                   |

Geologischer Schnitt durch den Staßfurter Sattel.
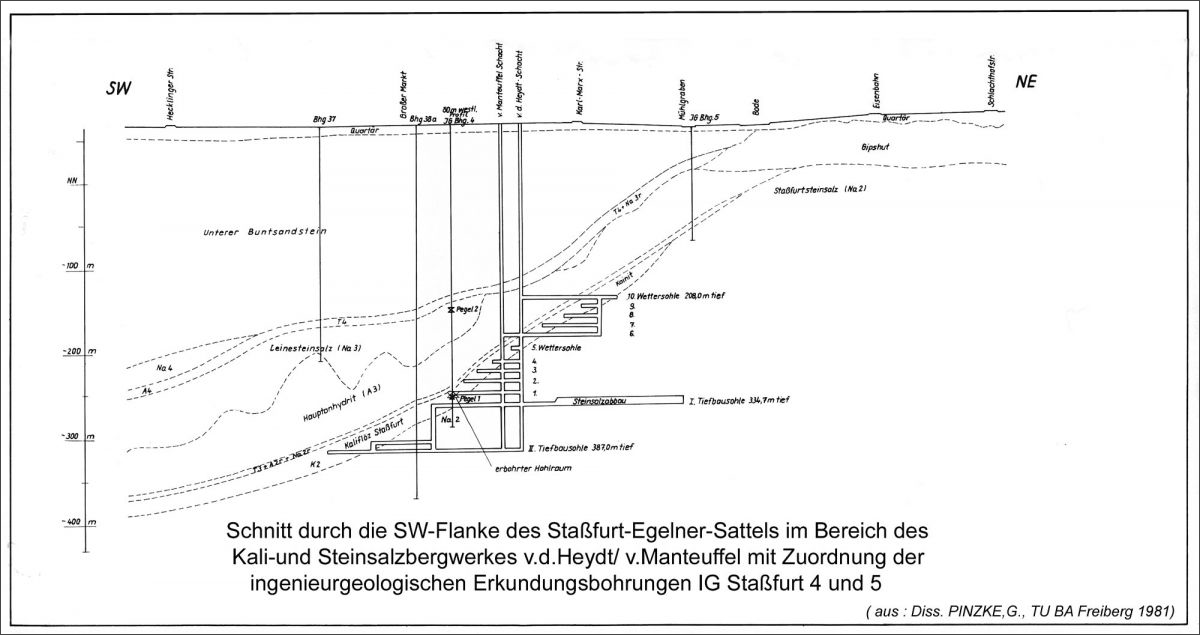
Ausbildung der SW-Flanke im Bereich der Schächte v.d.Heydt / v. Manteuffel
Geologisches 3D-Modell des Staßfurter Sattels

### Die Saline Staßfurt
Bergbau auf Gold, Silber, Kupfer, Blei und viele andere Mineralien inklusive der Auf- und Weiterverarbeitung dieser Bodenschätze sowie auch das Salinenwesen sind bereits seit dem Mittelalter und der frühen Neuzeit belegt. So stellt sich doch die Frage, warum erst seit gut eineinhalb Jahrhunderten Bergbau auf Kalisalze stattfindet.
Eng mit der Salzerzeugung aus einer Saline verknüpft ist die im Jahre 806 erstmals urkundlich erwähnte Stadt Staßfurt. Es wird angenommen, dass die neben der alten Saline gestandene alte Staßfurter Burg (Schloss) ursprünglich zum Schutz der natürlich zutage tretenden Salzquellen angelegt worden ist, welche beiderseits der Bode „sprudelten“.
Die Saline Staßfurt war im Jahre 1797 in preußischen Besitz gekommen.

„Durch gründliche Rationalisierungsmaßnahmen, wie zum Beispiel den Abriß der vielen vorhanden kleinen Siedehäuser und Konzentration des Siedebetriebes in einem neuen Siedehaus, das 1801 in Betrieb genommen wurde, versuchte der Staat, die Leistungsfähigkeit der Saline wieder zu heben und den Betrieb zu erhalten, der nach wie vor die Haupterwerbsquelle der Staßfurter Bevölkerung bildete. Für die Solehebung wurde die uralte stets nur notwendig reparierte Roßkunst (Pferdegöpel) beibehalten. Da die nur 17 % Kochsalz oder 200 g / Ltr. enthaltene Sole verhältnismäßig schwach war, hätte sie angereichert werden müssen. Der im Jahre 1817 erwogene Plan einer weiteren Vergrößerung der Saline und des Baues eines Gradierhauses wurde jedoch wahrscheinlich aus Mangel an Mitteln wieder fallengelassen, um später auf einem ganz neuen Wege, dem Wege der Bohrung, eine einwandfreie hochgesättigte Sole zu gewinnen. Es ist das Verdienst des im Jahre 1768 verstorbenen Schöpfers der sächsischen Salinen, Bergrat Borlach, als erster die Vermutung ausgesprochen zu haben, dass, wo sich Solquellen befinden, im Untergrund auch Salz vorhanden sein müsse. Die Ansicht wurde später durch die Erbohrung von Steinsalzlagern in Süddeutschland und im Jahre 1837 auch in Artern bestätigt.[sic]“

### Die erste Bohrung nach Salz
Im Jahre 1839 wurde nun auf dem Salinegelände in Staßfurt mit dem Abteufen einer Tiefbohrung begonnen. Diese Bohrung wurde nach zwölfjähriger Bohrzeit 1851 in einer Teufe von 581 m im Steinsalz eingestellt. Doch die diesem Bohrloch entnommene „bitterschmeckende“ Sole enthielt zur allgemeinen Enttäuschung eine große Menge unerwünschter Beimengungen (so u. a. Kaliumchlorid). Man hatte die Wahl entweder das Bohrloch aufzugeben oder sie als Vorbohrung für einen Schacht zu nutzen, durch den man das benötigte reine Steinsalz zur Soleanreicherung separat gewinnen konnte. Man entschied sich letztlich zum Abteufen zweier dicht nebeneinander liegender Schächte (Teufbeginn Schacht „von der Heydt“ am 4. Dezember 1851; Teufbeginn Schacht „von Manteuffel“ am 9. Februar 1852).
Als der erste Spatenstich für das Abteufen eines neuen Salzschachtes erfolgte, ahnte keiner der Anwesenden, welche weitreichende Bedeutung dieses Unternehmen haben sollte.

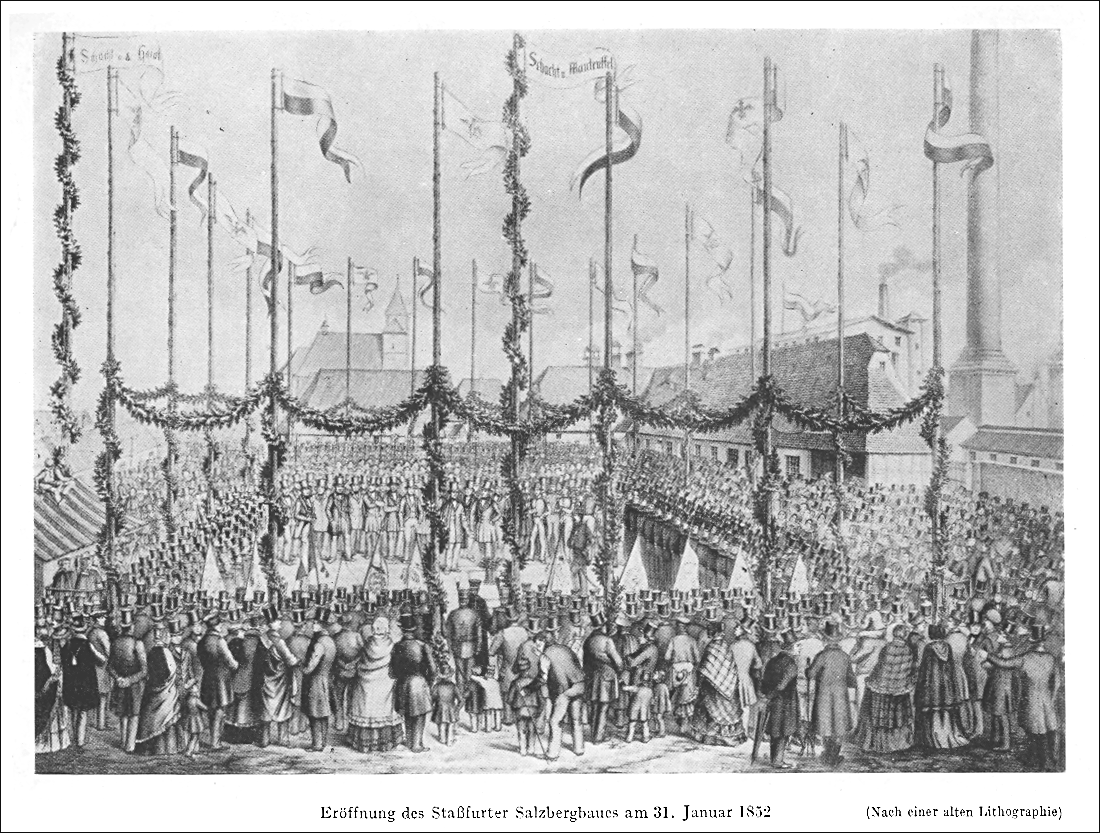
Eröffnung des Staßfurter Salzbergbaues am 31. Januar 1852 (nach einer alten Lithographie)
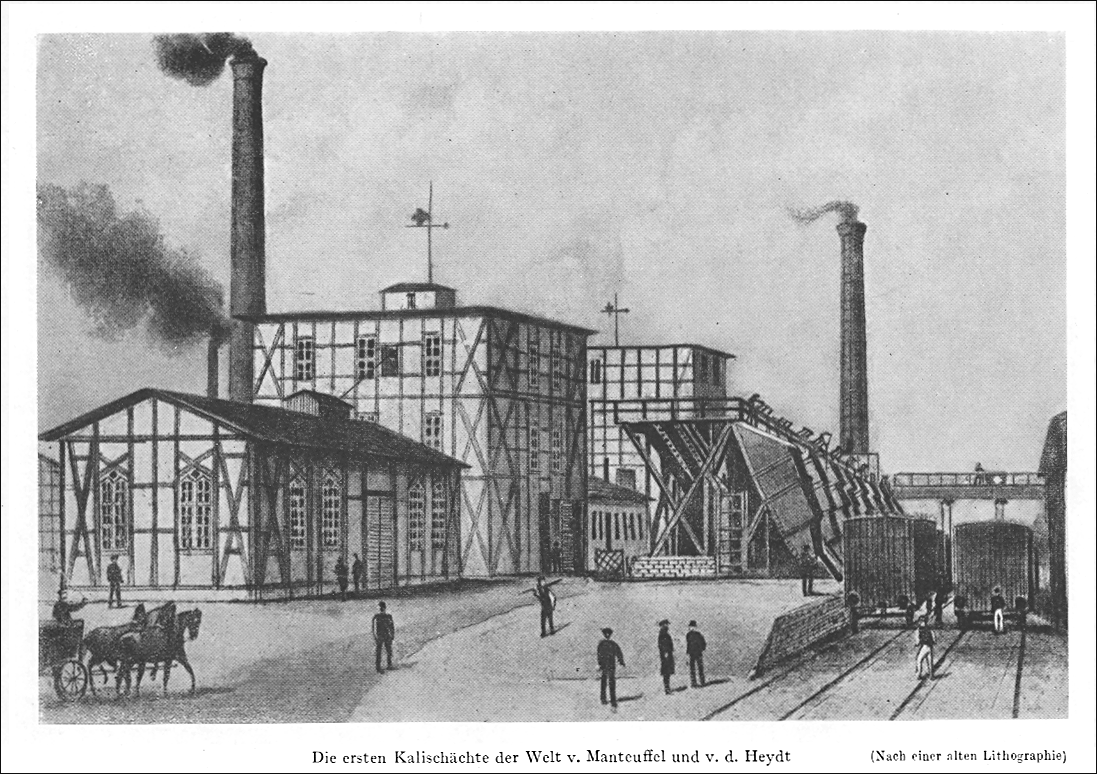
Die ersten Kalischächte der Welt „von Manteuffel“ und „von der Heydt“.
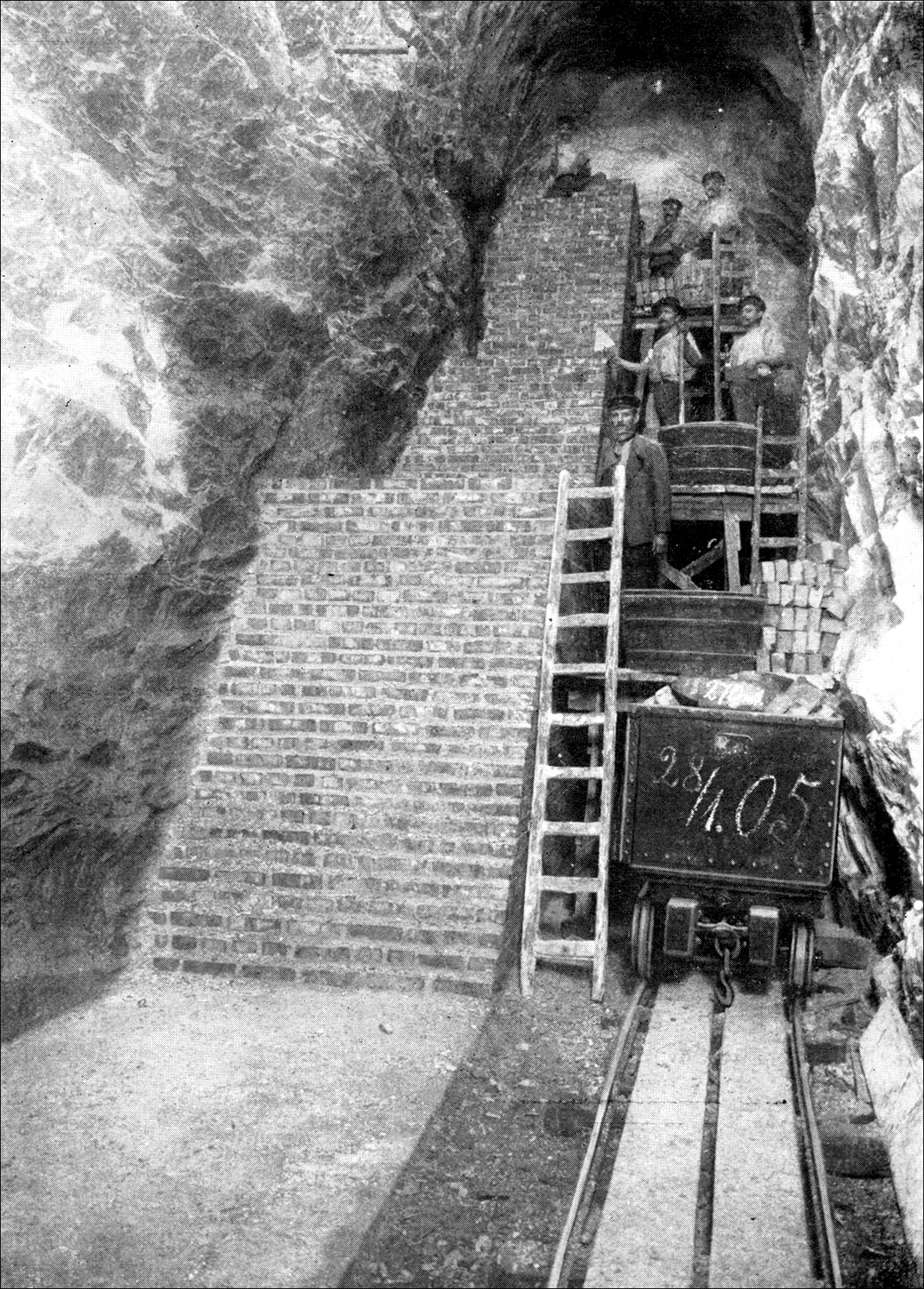
Abdämmung des rissigen / klüftigen Anhydrits zum ersaufenden Grubenfeld „Leopoldshall“.
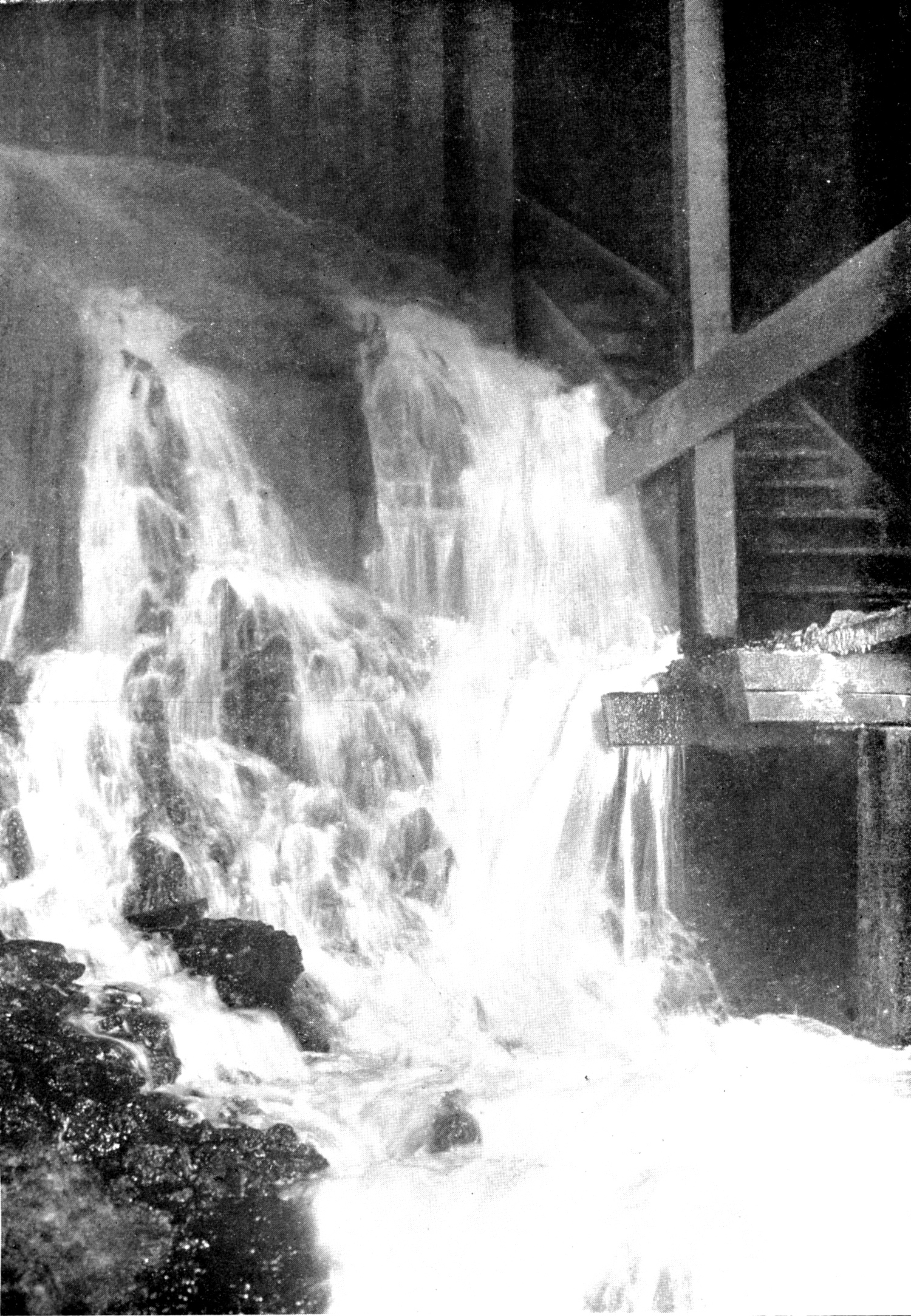
Durchbruch von Salzlösungen aus der Schachtanlage „Leopoldshall“ in die Grubenbaue des „Agatheschachtes“.

### Das Auffinden des Carnallits
Das erschlossene Steinsalz war durch Beimengungen von Ton, Anhydrit, aber auch von Carnallit derart verunreinigt, sodass man das saubere Steinsalz mühselig von Hand ausklaubte. Die ausgehaltenen Carnallitbrocken – seit ihrer Auffindung als Abraumsalz bezeichnet – verbrachte man nach Übertage und haldete sie auf.
Dieser Haldenbestand an sogenannten „Abraumsalzen“ war 1857 auf etwa 12.000 Zentner angewachsen; es fanden sich auch Interessenten, welche dieses für Zwecke der Düngung zu verwerten versuchten. Ziel war die Abtrennung der Magnesia- von den Kalisalzen. Adolph Frank wies anhand eingehender chemischer Versuche nach, dass das Haupthindernis einer landwirtschaftlichen Verwendung des Carnallits als Düngemittel das Vorhandensein des Chlormagnesiums sei. Er schlussfolgerte, dass die Verwertung dieser Salze zu technischen und landwirtschaftlichen Zwecken nur durch weitere Bearbeitung (Konzentration) bzw. durch Entfernung des darin enthaltenen Chlormagnesiums zu ermöglichen sei.

„Gegen die bergmännische Gewinnung der Abraumsalze trug man jedoch sowohl bei der Berg- und Salinen-Inspection, als auch am Oberbergamte Bedenken, weil man die Befürchtung hegte, die Aufschließung der leicht löslichen Salze könnte Gefahren für den im Steinsalze umgehenden Betrieb hervorrufen. Erst die Bemühungen des damaligen Chefs der Bergverwaltung, Krug von Nidda's, erwirkten die Ermächtigung seitens des Handels-Ministers (Erlaß vom 13. November 1858), die Abraumsalze durch einen Querschlag aufzuschließen. Als man jedoch mit diesem Querschlage eine gesättigte Lauge und Schlagwetter erschrot, stellte man den Betrieb schleunigst wieder ein und wollte man mit Verdämmungsarbeiten vorgehen, die nur deshalb unterblieben, weil die Zuflüsse sich augenblicklich wieder verminderten. Durch diesen Zwischenfall wurden die Aufschlußarbeiten um weitere 1½ Jahre hinausgeschoben.“

Vielfach wird in der Sekundärliteratur die Gewinnung von Carnallitit fälschlicherweise erst auf das Jahr 1861 datiert. Nach Johannes Westphal, der nachweislich als Bergassessor der „Berginspektion zu Staßfurt“ angehörte und Zugang zum hauseigenen Archiv hatte, datieren diese ersten Gewinnungs- und Förderungsarbeiten von Carnallitit auf das Jahr 1859.
Planmäßig, nach dem zuvor geschilderten Laugen- bzw. Methanzufluss, wurde ab dem Jahre 1861 der Carnallit Abbaukammer für Abbaukammer – unter Stehenlassen von Sicherheitspfeilern – gewonnen. Die leergeförderten Abbaue wurden anschließend mit Älterem Steinsalz versetzt. Als dann aber etwa um 1865 die Kalipreise infolge Überproduktion fast um die Hälfte abstürzten, konnte man sich die Zusatzkosten eines Versatzes nicht mehr leisten.
Im Jahre 1861 wurde die erste Kalifabrik in Staßfurt in Betrieb gesetzt; 1862 kam das erste rohe schwefelsaure Kali in den Handel. Sehr bald lernte man der Frachtverhältnisse wegen die Kalidünger für entferntere Gegenden konzentrieren, und schon 1863 brachte Frank den ersten konzentrierten Kalidünger in Form von Chlorkalium mit einem Gehalt von 50 und 80 % in den Handel.
Aufbauend auf diesen Erfahrungen entwickelte sich sehr rasch eine industrielle Düngemittelproduktion.
Allerortens vernahm man das sogenannte Staßfurter Berggeschrey.
Es begann eine rasante Entwicklung, in deren Verlauf bis zur Jahrhundertwende in Deutschland viele Schachtanlagen und Fabriken zur Gewinnung von Kalisalzen und deren Verarbeitung gegründet wurden. Insgesamt waren zum 1. Juli 1907 bereits 58 vollendete betriebsfähige Kalischächte vorhanden und 31 Schächte im Abteufen begriffen. Die Schachtteufe schwankte zwischen 225 m (Brefeldschacht der Königlichen Berginspektion zu Staßfurt) und 927 m (Schacht Siegfried I der gleichnamigen Gewerkschaft bei Salzderhelden).

### Weitere Betriebsgründungen
Der Schachtanlage des Preußischen Fiskus (v. d. Heydt / v. Manteuffel) reihten sich auf der Südwest-Flanke des Staßfurter Sattels an:
Seitens des Anhaltischen Fiskus:
In den angrenzenden Fürstentümern Anhalt-Dessau und Anhalt-Bernburg bestand – im Gegensatz zum Königreich Preußen – kein Salzgewinnungsmonopol. So beantragten u. a. der Unternehmer Sigrist und der Wahrenbrücker Bürgermeister Haase entsprechende Konzessionen. Letzterer legte auf der Ritterflur bei Staßfurt anno 1855/56 die Saline Leopoldshall an. Im Jahre 1857 übernahm die Dessauer Regierung die „Haasesche Saline“ und führte in Gemeinschaft mit der Bernburger Regierung eine Bohrung aus, die schon bei 480 Fuß (= 150,65 m) Tiefe Steinsalz erreichte. Am 1. Juli 1858 wurde das Abteufen von zwei Schächten, die Schächte Leopoldshall I und II, in Angriff genommen. Sie waren bereits 1861 vollendet, so dass 1862 mit der Förderung der Kalisalze begonnen werden konnte. Im Jahre 1873 wurde der Salinenbetrieb, der bis dahin noch aufrechterhalten worden war, eingestellt.
Die Gewerkschaft Neustaßfurt:
| Gewerkschaft „Neustaßfurt“. |
| --- |
| […] „ Besitzer: Obige Gewerkschaft Vorstand: Konsul a. D. Stengel in Staßfurt. Repräsentant: Kommerzienrat Besserer in Staßfurt. Anzahl der Kuxe: 1000. Anzahl der Schächte: 3 (Schacht „Hammacher“ und „Agathe“ bei Löderburg, Schacht IV, Reserveanlage, bei Rothenförde). Durchschnittliche Förderung pro Tag: 200 t Steinsalz und 900 t Kalisalze. Aufbereitungsanstalten: Chlorkalium-, Ätzkali und Pottaschefabrik.[…] Anschlußgleis nach den Stationen Staßfurt und Löderburg. Betriebseinrichtungen: elektrische Zentrale für Kraft und Licht. Direktion: Bergwerksdirektor Hoben in Löderburg. Betriebsführer: Berginspektor Hermes, Maschinenmeister Zöhe in Löderburg. Durchschnittliche Arbeiterzahl: 1080 Mann. Mitglied des Kali-Syndikats [sic]. Bemerkung: betreffend die Anzahl der Schächte: 3: So lautet der Eintrag im „Jahrbuch der deutschen Braunkohlen-, Steinkohlen- und Kali-Industrie“ aus dem Jahre 1907 (weitere Schächte werden folgend aufgelistet). Die Gewerkschaft Neu-Staßfurt teufte insgesamt 8 Tagesschächte. Beginnend mit Schacht „Agathe“ folgten die Schächte „Hammacher“ sowie „Wetterschacht III“. Nach dem Ersaufen dieser Anlagen im Jahre 1912 verblieben bzw. wurden die Schächte IV bis VIII geteuft. Mit dem Abteufen des Letzteren, „Schacht VIII“, wurde 1913 begonnen; diese Arbeiten aber im Frühjahr 1914 eingestellt. Hier Zeichnungen / Fotos einiger Schachtanlagen und Untertageansichten: - Ansicht der Schachtanlage „Agathe-Schacht“ um 1879. - Ansicht der Schachtanlage „Schachtes IV“ um 1914. - Ansicht der Schachtanlage „Schachtes V“ um 1913. - Ansicht des Förderturms der Schachtanlage „Schachtes VI“ um 1914. - Ansicht der Schachtanlage „Schachtes VII“ um 1914. - Bergemühle im Älteren Steinsalz im Grubenfeld des „Agathe-Schachtes“. - Elektrischer Förderhaspel im Schacht VI des Salzbergwerks Neu-Staßfurt. - Elektrische Lokomotivförderung im Grubenfeld des „Agathe-Schachtes“ um 1883; hier zu sehen im Querschlag der 300-m-Sohle. |

Weitere Bergbaubetriebe – belegen auf der Nordost-Flanke des Staßfurter Sattels – waren:
| Gewerkschaft „Ludwig II“. |
| --- |
| […] „ Besitzer: Obige Gewerkschaft. Repräsentant: Bergrat Neubauer in Staßfurt-Leopoldshall. Anzahl der Kuxe: 1000. Anlage: „Ludwig II“ bei Staßfurt. Anzahl der Schächte: 2 Durchschnittliche Förderung pro Tag: 210 t Steinsalz und 500 t Kalisalze. […] Aufbereitungsanstalten: Chlorkalium-, Ätzkali und Pottaschefabrik. Anschlußgleis: nach Station Staßfurt. Betriebseinrichtungen: Kettenbahn, Drahtseilbahn, elektrische Zentrale für Kraft und Licht. Betriebsführer: Obersteiger Pallas und Ingenieur Priggert in Staßfurt. Durchschnittliche Arbeiterzahl: 550 Mann. Mitglied des Kali-Syndikats [sic]. |

Hier die sogenannten „Reservebergwerke“ – angelegt in der Zeit kurz vor bzw. nach dem Ersaufen einiger Anlagen auf der Südwest-Flanke des Staßfurt-Egelner-Rogensteinsattels:
| Seitens des Königlich Preußischen Fiskus. |
| --- |
| Besitzer: Königlich Preußischer Fiskus. Vertreter: Königliche Berginspektion Staßfurt. Direktor: Geheimer Bergrat Schreiber in Staßfurt. Anzahl der Schächte: 4 (Berlepsch- und Maybach-Schacht bei Staßfurt, Brefeldschächte I und II bei Tarthun). Durchschnittliche Förderung pro Tag: 260 t Steinsalz und 950 t Kalisalze. Aufbereitungsanstalten: 2 Chlorkaliumfabriken, Produktion von Chlorkalium, Düngesalze, schwefelsaures Kali, Blockkieserit, schwefelsaures Kalimagnesia und Brom. Anschlußgleis nach Staßfurt und Tarthun. Betriebseinrichtungen: Kettenbahn, elektrische Zentrale für Kraft und Licht, elektr. Lokomotivförderung unter Tage. Betriebsführer: Königl. Obersteiger Unger in Staßfurt und Königl. Obersteiger Großhaus in Tarthun. Durchschnittliche Arbeiterzahl: 925 Mann. Mitglied des Kali-Syndikates [sic]. |

| Seitens des Anhaltischen Fiskus. |
| --- |
| […] „ Besitzer: Anhaltischer Fiskus. Repräsentant: Herzogliche Salzwerksdirektion Leopoldshall. Vorsteher: Oberbergrat Gante in Leopoldshall, zugleich Revierbeamter für die Herzoglichen Salzwerke. Betriebsleitung: Bergwerksdirektor Middeldorf in Leopoldshall. Anlagen: „Schacht III“ bei Rathmannsdorf, „Friedrichshall“ bei Hohenerxleben,. „Schacht VI“ bei Güsten. Durchschnittliche Förderung pro Tag: 1176,62 t. Aufbereitungsanstalten: Salzmühle. Die anhaltischen Sonderfabriken: Concordia, chem. Fabrik auf Aktien; Verein. chem. Fabriken, Aktienges.; chemische Fabrik Friedrichshütte in Leopoldshall. Produktion im Jahre 1905: 139 164,57 t Kainit und Sylvinit, 4787,20 t Carnallit und Bergkieserit (+ 146 382,19 Doppelzentner an die Fabriken zur Weiterverarbeitung), 31,80 t Borazit. Chlorkalium, Sulfat, Düngesalz, Brom, Blockkieserit wird von den Sonderfabriken hergestellt. […] Anschlußgleis nach Stationen Staßfurt und Güsten. Betriebseinrichtungen: Kettenbahn, elektrische Zentrale für Kraft und Licht, elektr. Lokomotivförderung unter Tage. Betriebsführer: Bergverwalter Raabe in Leopoldshall. Durchschnittliche Arbeiterzahl: 1063 Mann. Mitglied des Kali-Syndikats [sic]. |

| Unvollendete Abteufschächte des Preußischen Fiskus. |
| --- |
| Das Jahr 1858 brachte eine rege Nachfrage nach Steinsalz. Bauliche Erweiterungen der Tagesanlagen auf dem alten Kokturhof, die ohnehin schon bis zum Mühlengraben reichten, waren nicht mehr gegeben, so dass man sich nach einem weiteren Schachtansatzpunkt im Stadtgebiet umsah. Die Wahl fiel auf „…einen solchen Punkt nordöstlich von Altstaßfurt, dicht östlich der Eisenbahn und zwischen dem Calbe’schen Wege [heutige Calbesche Straße] und der Towsendstraße [heutige Schlachthofstraße] gelegen (siehe d. Karte). Dieser erschien besonders günstig, da man schon bei wenigen Lachtern Teufe den Gyps erbohrte. Der Schacht, der den Namen Bodelschwingh [vermutlicher Namensgeber: Carl von Bodelschwingh, preußischer Finanzminister] erhalten sollte, wurde Anfang 1859 begonnen. Bei 10 m Teufe traten Wasserzuflüsse auf, die sich bald auf 8 cbf [etwa 248 l/min] vermehrten. Als Bohrungen, die an den 4 Ecken des Schachtes ausgeführt wurden, dann noch ergaben, daß der Gyps eine sehr unregelmäßige Oberfläche hatte, und eine wasserdichte Ausmauerung sehr schwer zu bewirken sein würde, stellte man das Abteufen ein und verstürzte den Schacht wieder.“ Sieben Jahre später, als die Nachfrage nach Kalisalzen wuchs und selbst der inzwischen erfolgte Einbau eines zweietagigen Förderkorbes auf dem „v. Manteuffel-Schacht“ nicht mehr den Bedarf an Rohsalzen für den Fabrikbetrieb decken konnte, übertrug die Leitung des Königlich Preußischen Salzwerkes dem Unternehmer Emmerson das Abteufen eines neuen Schachtes unweit des zuvor genannten. „Der Schacht wurde im April 1866 angehauen, nachdem ein Bohrloch an dieser Stelle bei etwa 21 m Teufe den Gyps erreicht hatte. Die Wasserzuflüsse betrugen anfänglich 2 cbf [etwa 62 l], steigerten sich aber bald auf 6 [etwa 186 l], im Juni schließlich auf 130 cbf pro Minute [über 4 m³/min]. Da man die Wasserzuflüsse mit 2 Lokomobilen nicht halten konnte, so schritt man zur Aufstellung einer stationären Wasserhaltungsmaschine, welche im December 1866 in Betrieb kam. Im Sommer 1867 erreichte man schließlich bei 12 m Teufe den Gyps, konnte aber nur bis 16 m abteufen, da sich die Zuflüsse inzwischen auf 600 cbf vermehrt hatten. Als die Maschine gerade noch im Stande war, die Wasser zu halten, trat ein Bruch im Bodebette ein, der dem Schachte unbezwingbare Wassermengen zuführte und damit den Zusammenhang mit der Bode durch Vermittlung eines Schlottenzuges bewies.“ Im August 1867 gab man dieses Unterfangen abermals auf und verfüllte den angefangenen Schacht. Sofort beschloss die preußische Bergverwaltung das Abteufen eines weiteren Schachtes, des „Köppen-Schachtes“. Die Planungsvorbereitungen zogen sich hin, weil man das neue Schachtgelände an das hier vorbeilaufende Eisenbahnnetz anzuschließen gedachte. Der erste Spatenstich am Schacht erfolgte daher erst im 1872 auf dem Gelände der späteren Sodafabrik an der Löderburger Eisenbahnlinie. Doch auch hier waren im Buntsandstein die Wasserzuflüsse so stark, dass ein Abpumpen technisch nicht geschafft wurde. Der Köppenschacht musste bei Teufe 46,1 m aufgegeben werden. |

Nachstehend eine Übersicht späterer Betriebsumbildungen bzw. -einstellungen:
| Spätere Umfirmierungen/Stilllegungen. |
| --- |
| […] " 1918: Gründung der Staatlichen Salzwerke Staßfurt. 1921: Die Gewerkschaft Neustaßfurt vereinigt sich mit der „Friedrichshall AG Sehnde“ zur „Kaliwerke Neustaßfurt-Friedrichshall AG“. 1924: Übernahme des „Staatlichen Salzwerkes Staßfurt“ durch die „Preußische Bergwerks- und Hütten AG“. Die „Berginspektion Staßfurt“ wird in „Kaliwerk Staßfurt“ umbenannt. 1928: Die „Kaliwerke Neustaßfurt-Friedrichshall AG“ schließt sich mit der „Rehnania-Kunheim-Vereinigung chemischer Fabriken AG“ zur „Kali-Chemie-AG“ zusammen. 1929: Übernahme der „Anhaltischen Salzwerke GmbH“ durch die „Preußische Bergwerks- und Hütten AG“. Dazu gehörten die Carnallit fördernde Schachtanlage „Friedrichshall I/II“, deren Chlorkaliumfabrik sowie die Chemische Fabrik „Concordia“. 1929: Einstellung der Carnallitförderung auf der Schachtanlage „Friedrichshall I/II“ und Stilllegung der Chlorkaliumfabrik. Die Steinsalzförderung wird 1936 eingestellt. 1935: Kriegswirtschaftliche Nutzung der Schachtanlagen „Ludwig II“ zur Einlagerung von Heeresausrüstungen, „Friedrichshall“ als Großtanklager für Treibstoffe und „Brefeld I/II“ zur Einlagerung von Munition. 1945: Berlepsch-Meybach, Achenbachfabrik, Braunkohlengrube Löderburg, Chemische Fabrik Concordia und die stillgelegte Brefeld-Schachtanlage bei Tarthun als Betriebsstätte der ehemaligen „Preußischen Bergwerks- und Hütten AG Berlin“ werden durch SMAD-Befehl sequestriert. 1946: o. g. Betriebe werden von der Sowjetischen AG für Düngemittel übernommen. 1947: Anschluss des Salzbergwerkes Neustaßfurt an die Industriewerke Sachsen-Anhalt. 1948: Das Kaliwerk Staßfurt gehört zur „Vereinigung Volkseigener Betriebe (VVB) Kali und Salze“ Halle. 1949: Das Salzbergwerk Neustaßfurt wird in die „Vereinigung Volkseigener Betriebe (VVB) Kali und Salze“ Halle übernommen. 1949: Einstellung der Wasserhaltung auf der Schachtanlage „Friedrichshall I/II“ wegen Aussichtslosigkeit der Lage, das Bergwerk vor dem Ersaufen retten zu können. Erste Laugenzuflüsse waren bereits Ende 1934 oberhalb der 1. Sohle aufgetreten. 1949: Die Wasserhaltung im Schacht I der Schachtanlage „Ludwig II“, die über eine Rohrleitung nach Übertage erfolgte, wird aus technischen Schwierigkeiten eingestellt. Fortan werden die anfallenden Grubenwasser in Förderwagen über Schacht 2 nach Übertage gebracht. 1950: Eingliederung des Salzbergwerkes Neustaßfurt an das Kaliwerk Staßfurt. 1954: Einstellung der Carnallitförderung auf der Schachtanlage „Berlepsch-Maybach“. Die von 1900 bis 1902 erbaute Untergrundstrecke zur Achenbachfabrik wird vorläufig stillgelegt. 1956: Das Kaliwerk Klein-Schierstedt wird dem Kaliwerk Staßfurt angeschlossen. 1958: Das Kaliwerk Klein-Schierstedt wird stillgelegt. |

Siehe auch:

## Die Kalisalzgewinnung und deren Folgen
Der Abbau der Salze blieb nicht ohne gravierende Folgen für die Unversehrtheit der Tagesoberfläche. Die negativen Auswirkungen des seinerzeit noch „unerfahrenen“ Abbaus von Salzlagerstätten auf die Tagesoberfläche bzw. benachbarte Schachtanlagen hat Allendorf in einer Montanhistorie detailliert beschrieben und Fotodokumentationen der entstandenen Tagesbrüche beigefügt.

„Der Abbau der Kalisalze erfolgte zunächst in der Weise, dass man in den ersten Jahren ohne jeden Versatz abbaute. Die Sicherheitspfeiler in Verbindung mit 5 m mächtigen Schweben, die gleichfalls als Schutzstreifen zwischen den einzelnen Sohlen stehen blieben, wurden als hinreichende Unterstützung des Hangenden der leergeförderten Firsten angesehen. Nachdem 15 Jahre lang diese Abbau-Methode angewendet worden war, traten besonders auf Leopoldshall I und II Anzeichen dafür auf, dass die Pfeiler und Schweben keine genügende Sichheit mehr boten.Die Pfeiler begannen allmählich zu bersten, und das Hangende gab nach. Da sich der Abbau nur in geringer Teufe, etwa bei 230 m, bewegte, zeigten sich auch bald Senkungen und Erffälle übertage. Im Jahre 1879 trat der erste Zusammenbruch von etwa 20 000 m² Abbaufläche ein. Der Ton folgte nach, und es ergossen von den Bruchstellen aus zunächst geringe Laugenmengen in die Grubenbaue. Die austretenden Laugen, deren Menge zu 30 l/min. angegeben werden, kamen aus dem Anhydrit und waren an Chlormagnesium gesättigt. Die Einstürze verbreiteten sich allmählich auch auf das Südfeld der Gruben, und schließlich brach an mehreren Stellen die hangende Anhydritdecke nach. Dabei beobachtete man, dass der Haupt-Anhydrit, den man für durchaus fest und dicht gehalten hatte, von zahlreichen Rissen und Sprüngen durchsetzt war.[sic]“

Die Laugenzuflüsse stiegen in den folgenden Jahren massiv an (1899 10,5 m³/min). Die Gewinnung von Salzen konnte sogar noch bis zum Jahre 1900 fortgesetzt werden. Die ergriffenen Maßnahmen der Betriebsleitung schildert detailliert Baumecker.

„Um zu verhindern, dass die allmählich ansteigenden Wasser in die Verbindungsstrecke nach Schacht Leopoldshall III hindurchtraten, wurde ein Mauerdamm in die Verbindungsstrecke eingebaut, an welchem mehr als 1½ Jahre gearbeitet wurde. Dieser Damm ist in der Zeitschrift ‚Glückauf‘, Jahrgang 1906, beschrieben. Er ist 161,5 m lang und in der Hauptsache aus Ziegelsteinen, teils mit Portlandzement, teils mit Magnesia-Zement gemauert, und zwar besteht er 16 m aus Portlandzement-Mauerwerk, dann folgt ein Magnesia-Zement-Mauerstück von 47½ m, das von der darauffolgenden 97 m langen Magnesia-Zement-Mauer durch eine 1 m starke Holzwand getrennt ist. Ferner sind an 2 Stellen noch Asphalt-Schichten von 15 cm Stärke eingeschaltet worden.“

| Schachtanlage              | Abteufzeit   | Durchmesser | Höhe über NN | Schachtteufe | Lockergesteins- mächtigkeit | Lage |
| -------------------------- | ------------ | ----------- | ------------ | ------------ | --------------------------- | ---- |
| Achenbach                  | 1874–1876    | 4,40 m      | +77,5 m      | 338 m        | 6,0 m                       | Lage |
| v.d. Heydt                 | 1852–1856    | 3 × 4 m     | +69,4 m      | 387 m        | 8,0 m                       | Lage |
| v. Manteuffel              | 1852–1856    | 3 × 3 m     | +69,4 m      | 387 m        | 8,0 m                       | Lage |
| Hilfsschacht               | keine Angabe | 3 × 3 m     | +69,4 m      | 71 m         | 8,0 m                       |      |
| Leopoldshall I             | 1856–1861    | 3 × 6 m     | +72,0 m      | 400 m        | 6,0 m                       | Lage |
| Leopoldshall II            | 1858–1861    | 3,5 × 3,5 m | +72,0 m      | 400 m        | 6,0 m                       | Lage |
| Leopoldshall III           | 1882–1891    | 3,65–4,65 m | +78,0 m      | 410 m        | 4,0 m                       | Lage |
| Leopoldshall III/1         | 1881–1882    | 5,0 m       | +78,0 m      | 75 m         | 4,0 m                       |      |
| v. Berlepsch               |              |             |              |              |                             | Lage |
| v. Maybach                 |              |             |              |              |                             | Lage |
| Ludwig II, Schacht I       |              |             |              |              |                             | Lage |
| Ludwig II, Schacht II      |              |             |              |              |                             | Lage |
| Friedrichshall I           |              |             |              |              |                             | Lage |
| Friedrichshall II          |              |             |              |              |                             | Lage |
| Neustaßfurt I (Agathe)     |              |             |              |              |                             | Lage |
| Neustaßfurt II (Hammacher) |              |             |              |              |                             | Lage |
| Neustaßfurt III            |              |             |              |              |                             | Lage |

Zum Senkungsgeschehen im Bereich des Stadtgebietes von Staßfurt ist zu bemerken, dass das heutige Zentrum der Stadt direkt über der Süd-West-Flanke der Sattelstruktur liegt, an der in den Jahren 1878 bis 1922 Salz abgebaut wurde. Diese bergbaulichen Grubenräume sind infolge der seinerzeitigen Abbaumethoden ersoffen und dieser Prozess führte zu Absenkungen der Tagesoberfläche sowie zu mehreren kleinen und großen Tagesbrüchen. Der größte von diesen Brüchen hat einen Durchmesser von 140 m bei einer Tiefe von 40 m. Die Absenkungen im Senkungszentrum übersteigen bereits heute 6 m; bislang mussten über 850 Gebäude abgerissen werden.
Da diese Absenkungen auch dazu führten, dass Teile des Stadtgebietes inzwischen unterhalb des natürlichen Grundwasserspiegels liegen, müssen täglich etwa 1000 m³ Wässer (teils mineralisiert) abgepumpt werden. Eine hydraulische Verbindung zu den in den Grubenbauen anstehenden Salzlösungen ist nachgewiesen; durch das tägliche Abpumpen wurde und wird auch künftig eine weitere Subrosion initiiert.
Zur Erläuterung: seit Oktober 1899 ist durch Färbeversuche u. a. analytische Methoden – durchgeführt von Wasserbauinspektor Bramigk – bekannt, dass die Herkunft der Wässer, die zum Ersaufen der Grubenbaue führten, vornehmlich – neben den natürlichen Niederschlägen – aus den Fließgewässern Bode und Liethe stammen.
So wie die heutigen und künftigen Kosten zur Minderung der Subrosionsauswirkungen nicht unerheblich sind, so waren auch seinerzeit die finanziellen Verluste infolge des Ersaufens eines der Staßfurter Salzbergwerke gravierend. Bergwerksdirektor Franz Hoben bezifferte diese für seine Schachtanlage wie folgt:

„Durch den Wassereinbruch von Staßfurt her [also vom Grubenfeld Leopoldshall I/II ausgehend] in die Neu-Staßfurter Anlage sind ‚Neu-Staßfurt‘ ungeheure Verluste entstanden. Schon die Ausführung der Mauer und die Verdichtungsarbeiten erforderten 2.100.000.- M; die Wasserhaltungsanlagen 1.200.000.- M [und] die laufenden Kosten der Wasserhaltung, gering gerechnet 700.000.- M; zusammen 4.000.000.- M. Hierzu kommen die Kosten der neuen Anlagen auf dem Gegenflügel [also auf der Nord-Ost-Flanke des Staßfurter Sattels, die Schächte Neu-Staßfurt IV, V usw.] mit 4.350.000.- M., sodass der unmittelbare Verlust, welchen ‚Neu-Staßfurt infolge des Ersaufens seiner alten Schächte erlitten hat, 8.350.000.- M beträgt‘.“

## Perspektivische Entwicklung am Staßfurter Sattel
Zwei Aspekte sind von besonderer Bedeutung: die Entwicklung der Bergbau- und öffentlichen Sicherheit im Stadtgebiet von Staßfurt sowie die weitere Nutzung der vorhandenen Geopotenziale.
Zum Ersteren gibt eine Presseerklärung der Bundesanstalt für Geowissenschaften und Rohstoffe (BGR) Hannover vom 18. November 2010 Auskunft, in der es heißt, das Staßfurt kein Bergschadensgebiet mehr ist.
Zum Zweiten ist für die nächsten Jahrzehnte davon auszugehen, dass die Gewinnung von Steinsalz am Staßfurter Sattel für die Weiterverarbeitung in der Sodafabrik Staßfurt gesichert ist. Nicht durch Abbau im Untertagebetrieb, sondern von über Tage aus durch Solung (sogenannter Solbergbau). Hier, im „Solfeld Neustaßfurt“, wird Süßwasser in die unterirdische Steinsalzlagerstätte gepumpt und so das Steinsalz aufgelöst. Die salzhaltige Lösung wird heraufgepumpt und dient der Sodafabrik Staßfurt als Grundstoff.

## Anhang
Die folgenden Angaben – insbesondere zu den Einbauten innerhalb der Schachtröhren, den Herstellern der Förderanlagen etc. pp. – sind von großem historischen Wert. Bestenfalls sind einige wenige dieser Angaben in Veröffentlichungen zu finden, jedoch nie komplett für eine Schachtanlage. Die Auflistungen sind datiert in das Jahr 1959, also zu der Zeit, als diese Schachtanlagen vor nicht allzu langer Zeit von der SMAD der jungen DDR-Industrie (VVB Kali in Erfurt) zurückgegeben wurden.
Der von-Berlepsch-Schacht und der von-Maybach-Schacht wurden nach den preußischen Handelsministern Hans Hermann von Berlepsch und Albert von Maybach benannt.
| Details der Anlage bzw. der Ausrüstungen der Schachtröhren „von Berlepsch“, „von Maybach“ und „Ludwig II Schacht 2“ |                                                                                        |                                                                                        |                                                                                       |
| Name des Tagesschachtes                                                                                             | von Berlepsch                                                                          | von Maybach                                                                            | Ludwig II Schacht 2                                                                   |
| --- | -------------------------------------------------------------------------------------- | -------------------------------------------------------------------------------------- | ------------------------------------------------------------------------------------- |
| Zahl der Fördereinrichtungen                                                                                        | 1                                                                                      | 1                                                                                      | 1                                                                                     |
| Abteufzeit | 1887–1892                                                                              | 1887–1892                                                                              | 1886–1892                                                                             |
| Ein- oder Ausziehschacht                                                                                            | einziehend                                                                             | ausziehend                                                                             | ein- u. ausziehend                                                                    |
| Schachtdurchmesser                                                                                                  | 5,20 m                                                                                 | 5,20 m                                                                                 | 5,85 m                                                                                |
| Schachthöhenlage über Normalnull                                                                                    | + 75,78 m                                                                              | + 75,78 m                                                                              | +72,20 m                                                                              |
| Schachtteufe | 499,0 m                                                                                | 412,0 m                                                                                | 628 m                                                                                 |
| Anzahl der Sohlen                                                                                                   | 5                                                                                      | 4                                                                                      | 4                                                                                     |
| Schachtausbau | teils Mauerwerk/ teils ohne (?)                                                        | teils Mauerwerk /teils ohne (?)                                                        | teils Mauerwerk /teils ohne (?)                                                       |
| Schachtförderleistung : Nennleistung max./Stunde praktisch/Schicht                                                  | 168 t (42 Zug) 400 t                                                                   | Nebenschacht                                                                           | stillgelegter Schacht, nur Wasserförderung (Stand 1958)                               |
| Spurlattenmaße (in mm)                                                                                              | 150 × 190 mm, 8 m lg., Pitchpine-Holz                                                  | Führungsseile, Ø 25 mm, Patentverschluss                                               | 130 × 235 mm, 6 m lg., Eiche- u. Kiefern-Holz                                         |
| Einstriche : Maße (in mm) Material                                                                                  | 220 × 300 mm Fichtenholz                                                               | 160 × 180 mm Kiefernholz                                                               | 210 × 210 mm Kiefernholz                                                              |
| Vertikaler Abstand : a) der Einstriche b) der Ruhebühnen                                                            | 2,00 m 6,00 m                                                                          | 3,00 m 6,00 m                                                                          | 1,40 m 4,20 m                                                                         |
| Fördermaschine/ Lieferfirma Baujahr Treibmittel-Ø / Antrieb Fahrweg                                                 | Friedrich-Wilhelm-Hütte Mühlheim 1923/27 Treibscheibe 6,0 m / direkt; 412,40 m         | Hüttenamt Gleiwitz 1898; Trommel 5,2 m, 2 × 1,31 br. / direkt 411,50 m                 | Bernburger Maschinenfabrik 1887 Trommel 7,0 m, 2 × 1,32 br. / direkt 498,0 m          |
| Fördergeschwindigkeit bei Lastfahrt/bei Seilfahrt                                                                   | 13/10 m/s                                                                              | 8/4 m/s                                                                                | 4/4 m/s                                                                               |
| Nutzlast/Fördermenge pro Std./max.                                                                                  | 4000 kg, 168 t/h                                                                       | 2000 kg, 80 t/h                                                                        | 1500 kg, Fördermenge: entfällt                                                        |
| Fördermotor/Stromart                                                                                                | Dampfbetrieb                                                                           | Dampfbetrieb                                                                           | Dampfbetrieb                                                                          |
| Volt/Drehzahl/Leistung                                                                                              | Dampf, 12 bar, 300 °C; n = 41; 500 PS                                                  | Dampf, 7 bar, 260 °C; 350 PS                                                           | Dampf, 5 bar, 159 °C; 225 PS                                                          |
| Seilscheiben | 4,30 m, geschraubt und geschweißt, ohne Futter                                         | 3,80 m geschraubte Ausführung ohne Futter                                              | 5,00 m geschraubte Ausführung ohne Futter                                             |
| Oberseil | 46 mm Ø, 550 m lg.                                                                     | 36 mm Ø, 580 m lg.                                                                     | 35 mm Ø, 700 m lg.                                                                    |
| Unterseil | 473 m 142 × 25 mm                                                                      | kein                                                                                   | 540 m 78 × 19 mm                                                                      |
| Förderkorb : | 2 geschossig, 2 Wagen hintereinander Gesamtmaße: 2900 × 1000 × 4550 mm Gewicht 4500 kg | 1 geschossig, 2 Wagen hintereinander Gesamtmaße: 2900 × 1015 × 2200 mm Gewicht 2230 kg | 2 geschossig, 1 Wagen Gesamtmaße: 1580 × 856 × 4380 mm Gewicht 2680 kg                |
| Fangvorrichtung | System White und Grant                                                                 | ohne                                                                                   | System White und Grant                                                                |
| Zwischengeschirr | Demag Seilklemmen                                                                      | System Heuer                                                                           | Hammer-Heuer-Seilklemmen                                                              |
| Förderwagen | Gesamtmaße: 1240 × 872 × 1100 mm, Spur 600 mm, Inhalt 750 l, Leergewicht: 420–450 kg   | dito                                                                                   | Gesamtmaße: 1200/1280 × 820 × 1050 mm, Spur 600 mm, Inhalt 700 l, Leergewicht: 380 kg |
| Koordinaten | RW 4472498 HW 5747284 ⊙                                                                | RW 4472463 HW 5747273 ⊙                                                                | RW 4473038 HW 5746967 ⊙                                                               |
| Zustand i.J. 2015                                                                                                   | geflutet abgedeckelt                                                                   | dito                                                                                   | dito                                                                                  |
| Quellennachweis: „Schacht-Erfassungsbögen“, „Nachtrag Nr. 1 v. 14. Juli 1959“; Kali-Archiv Sondershausen            | dito                                                                                   | dito                                                                                   | dito                                                                                  |